# PAST-Gebäude Warschau
Koordinaten: 52° 14′ 10″ N, 21° 0′ 23″ O

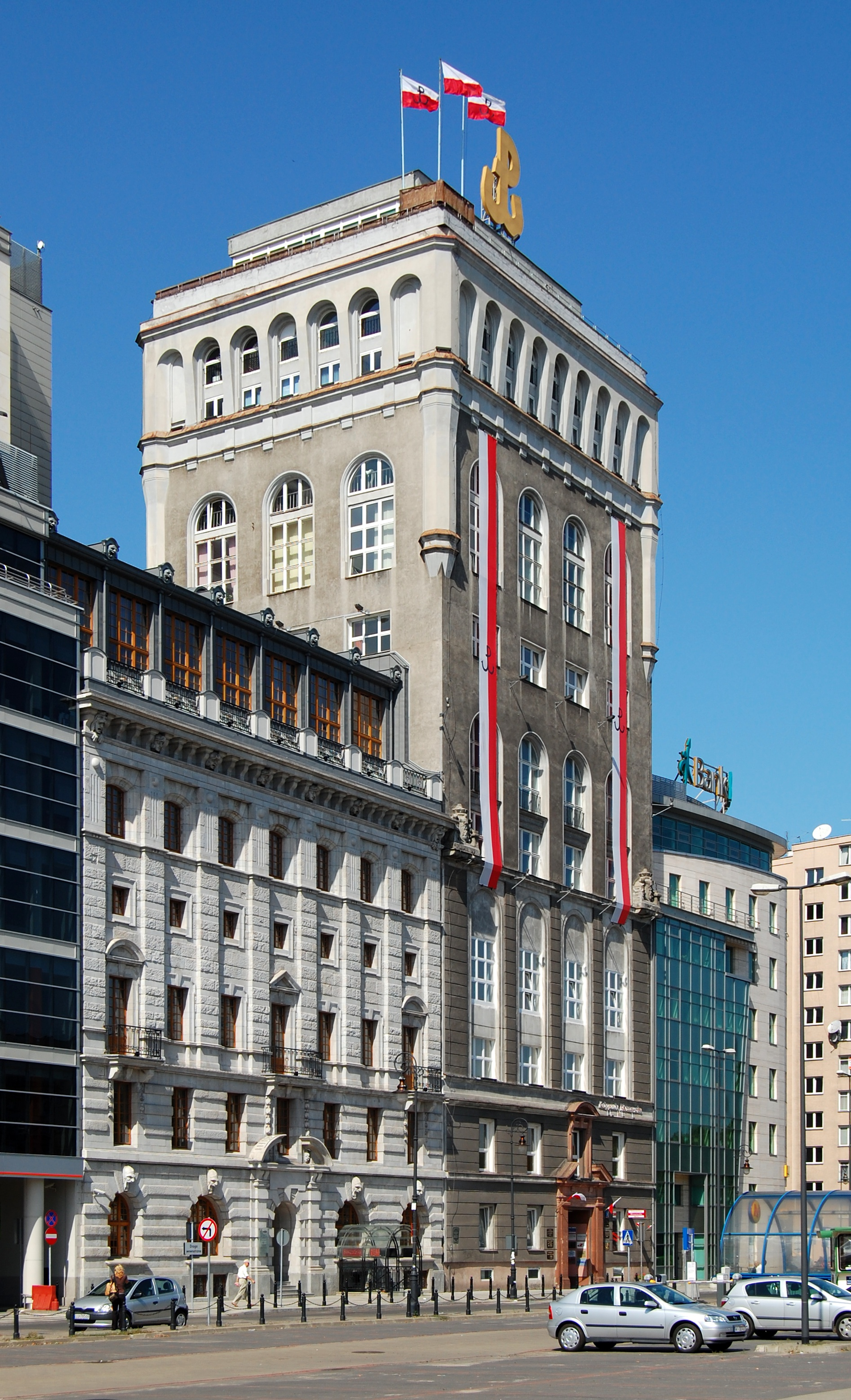
Das PAST-Hochhaus im August 2009

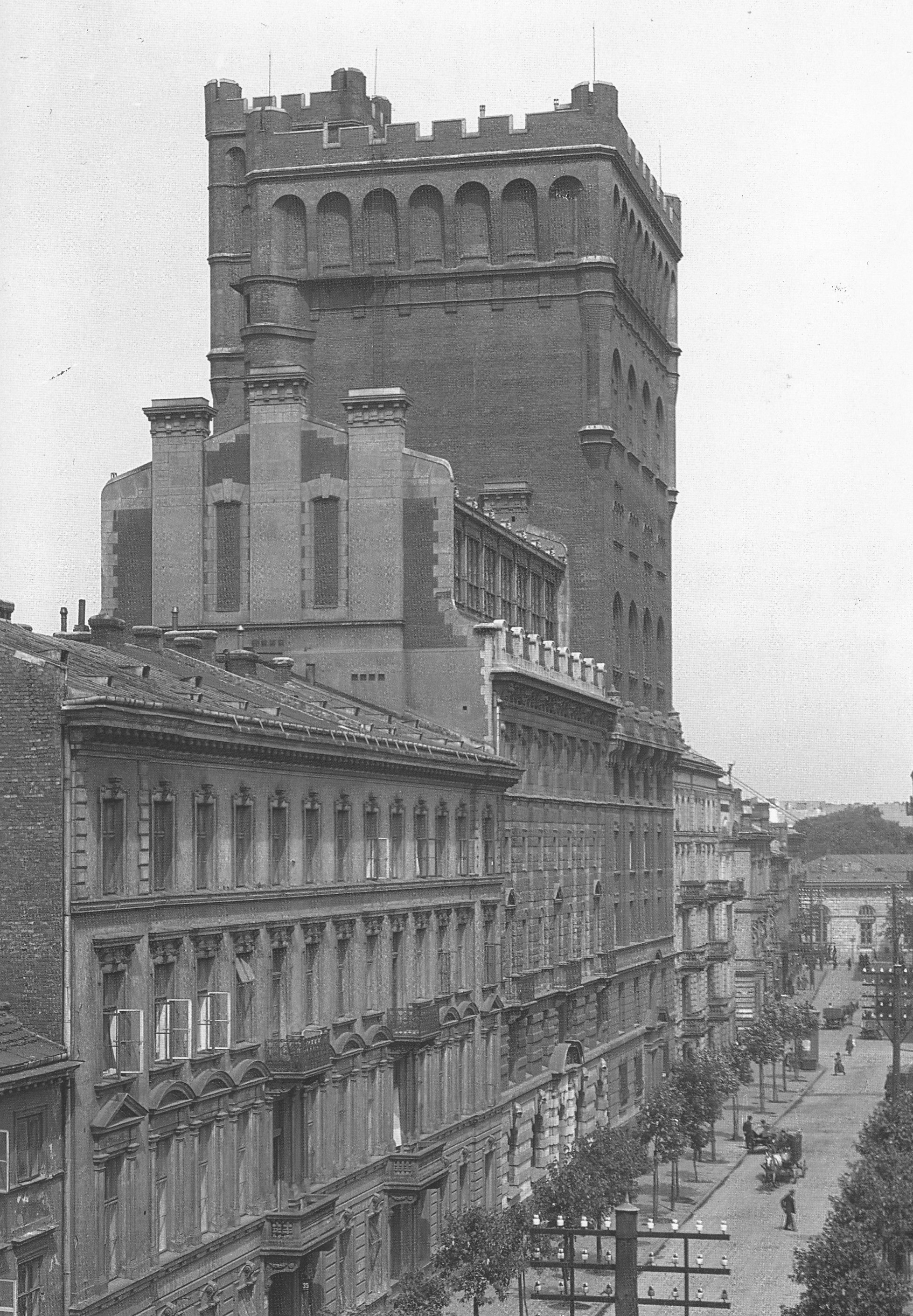
Vorkriegsansicht

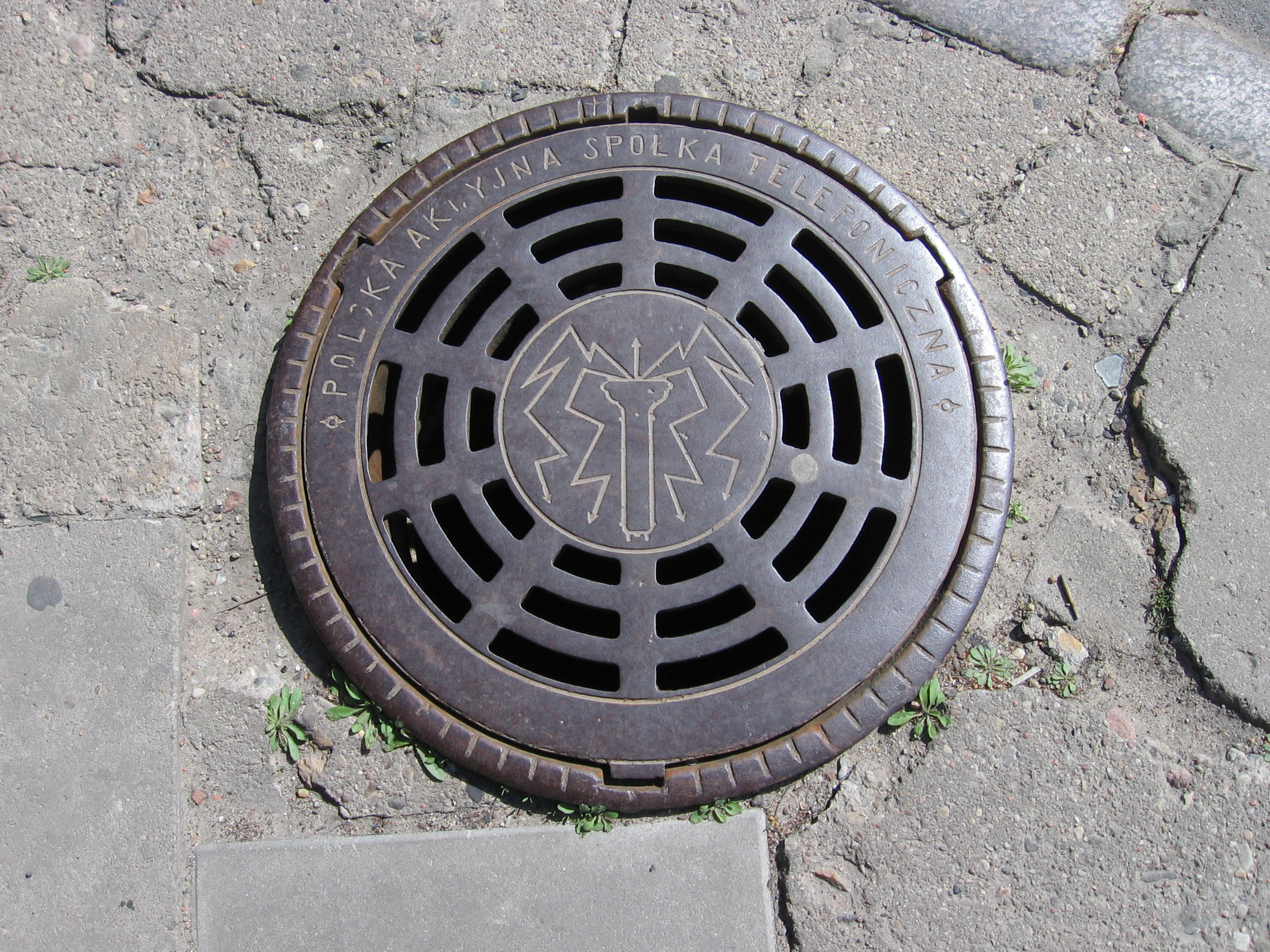
Historische PAST-Telefonleitungsschacht-Abdeckung am Warschauer Grzybowski-Platz

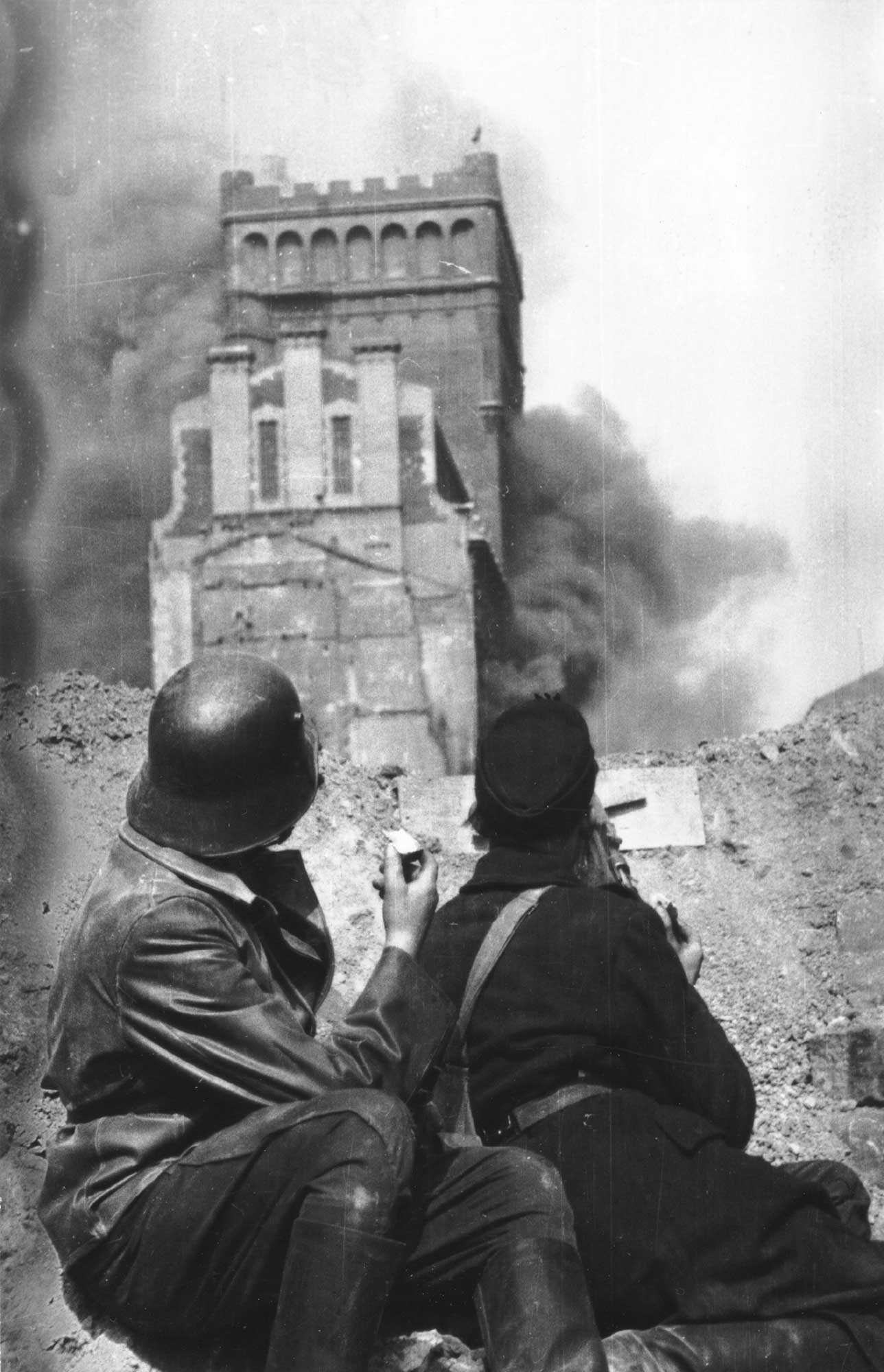
Eugeniusz Lokajski: Soldaten des „Kiliński“-Bataillons beim Angriff auf das PAST-Gebäude im August 1944

Das PAST-Gebäude in Warschau ist ein 11-stöckiges Bürohochhaus, dessen Baubeginn im Jahr 1904 lag. Nach Fertigstellung im Jahr 1910 war es das höchste Bürogebäude Europas. Während des Warschauer Aufstandes wurde das Gebäude wegen der hier erbittert geführten Kämpfe der Polnischen Heimatarmee mit den deutschen Truppen ein Symbol des polnischen Befreiungskampfes. Heute beherbergt es verschiedene Veteranenorganisationen der Polnischen Heimatarmee und liegt an der Zielna-Straße im Innenstadtbereich (Warszawa Śródmieście). Neben der Bezeichnung „PAST“ wurde und wird es von der Bevölkerung auch als „Cedergren-“ oder „Pasta“-Hochhaus benannt.

## Geschichte
Bis zum Jahr 1900 hielt die US-amerikanische Bell Telephone Company die staatliche Konzession, in Warschau ein Telefonnetz zu betreiben. Mit Wirkung zum 1. November 1901 wechselte diese Konzession an die polnische Tochtergesellschaft Towarzystwo Akcyjne Telefonów Cedergren der schwedischen Firma Cedergren. In Folge errichtete die polnische Cedergren zwei benachbarte Gebäude an der Zielna-Straße; eine Telefonzentrale und ein zentrales Verwaltungsgebäude (heute Nr. 37 und 39).
Das Hochhaus wurde nach Fertigstellung des als „kleines Pasta“ bezeichneten Gebäudes und nach Abriss eines an dieser Stelle befindlichen dreistöckigen Wohnhauses in zwei Baustufen zwischen 1904 und 1910 errichtet. Der untere Teil wurde unter den schwedischen und polnischen Architekten Lars Israel Wahlman, Isak Gustaf Clason und Bronisław Brochowicz-Rogoyski von 1904 bis 1905 gebaut. Der obere Teil wurde in den Jahren 1907 bis 1910 aufgesetzt. Das Gebäude wurde in der damals noch selten verwendeten Stahlbetonweise erstellt. Die Höhe betrug 51,5 Meter, womit es das höchste Bürogebäude Warschaus, des damaligen russischen Zarenreiches wie Europas war. Erst mit der Fertigstellung des Prudential-Bürohauses im Jahr 1934 verlor es den Status als Warschaus höchstes Hochhaus. Das Design des Gebäudes ist vom Historismus inspiriert und ähnelt einem mittelalterlichen Burgturm. Der Innenbereich wurde im zeitgenössischen Art-déco-Stil ausgestaltet.
Nach Auslaufen der Cedergren-Konzession im Jahr 1922 übernahm die Polska Akcyjna Spolka Telefoniczna (PAST) mit Wirkung zum 1. Juli 1922 Netz und Gebäude. Die Laufzeit der Konzession war auf 25 Jahre ausgeschrieben. Seit dieser Zeit wurde das Gebäude mit dem Zusatz „PAST“ oder „Pasta“ (entstehend aus der polnischen Genitivform der Firmenabkürzung) bezeichnet.

### Zweiter Weltkrieg
Während der deutschen Besatzungszeit diente das Gebäude als regionale Telefonzentrale des Generalgouvernements. Im Warschauer Aufstand war es ein Schwerpunktziel polnischer Angriffe. Nach 20 Tagen erbittert geführter Kämpfe konnte das polnische AK-Bataillon „Kiliński“ das Gebäude nehmen. Im Verlauf dieser Kampfhandlungen (vom 2. bis 20. August 1944) wie auch bei der Rückeroberung durch deutsche Einheiten wurde es jedoch schwer beschädigt.
Nach dem Krieg wurde das Gebäude wieder aufgebaut. Die Gesellschaft PAST wurde nicht wieder gegründet, ihr Eigentum und damit auch ihre Immobilien gingen in den Besitz des polnischen Staates über. Beim Wiederaufbau gingen einige der ursprünglichen Fassadenelemente verloren; so wurden die zerstörten Zinnen des Turmes nicht mehr rekonstruiert. Am 1. Juli 1965 wurde das Gebäude unter Denkmalschutz gestellt (Register-Nr. 757).

#### Zerstörtes Gebäude im Zweiten Weltkrieg

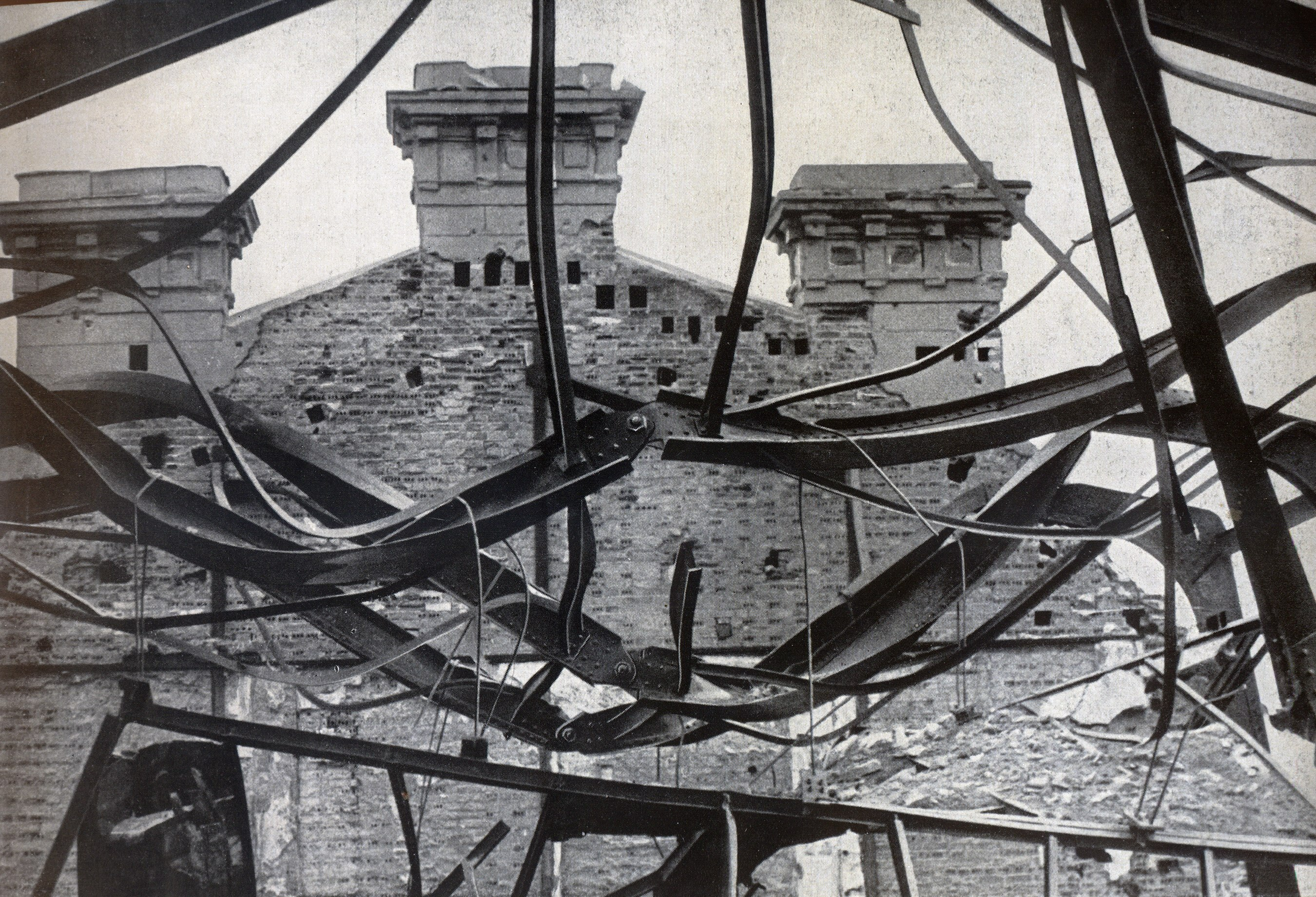
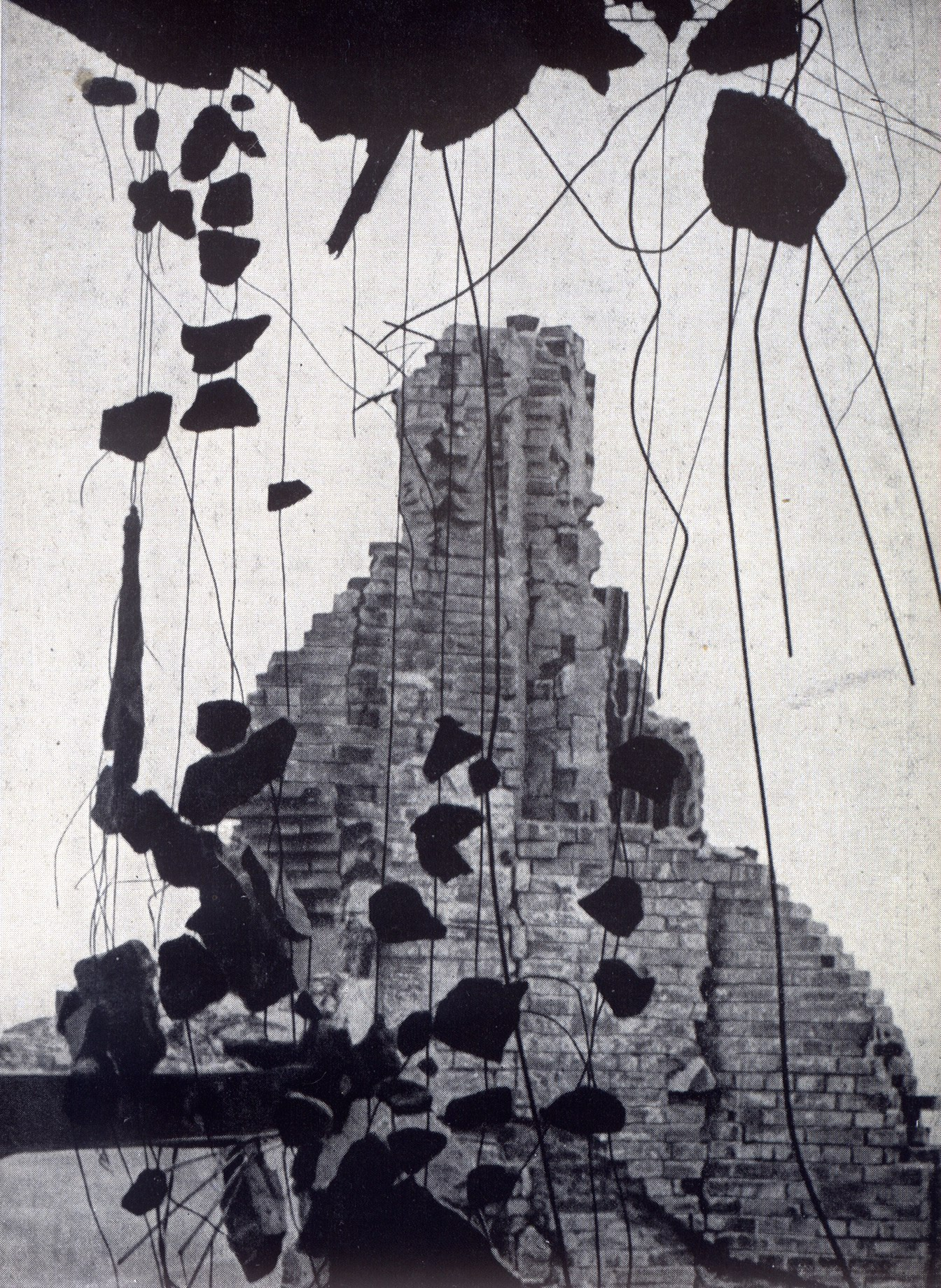
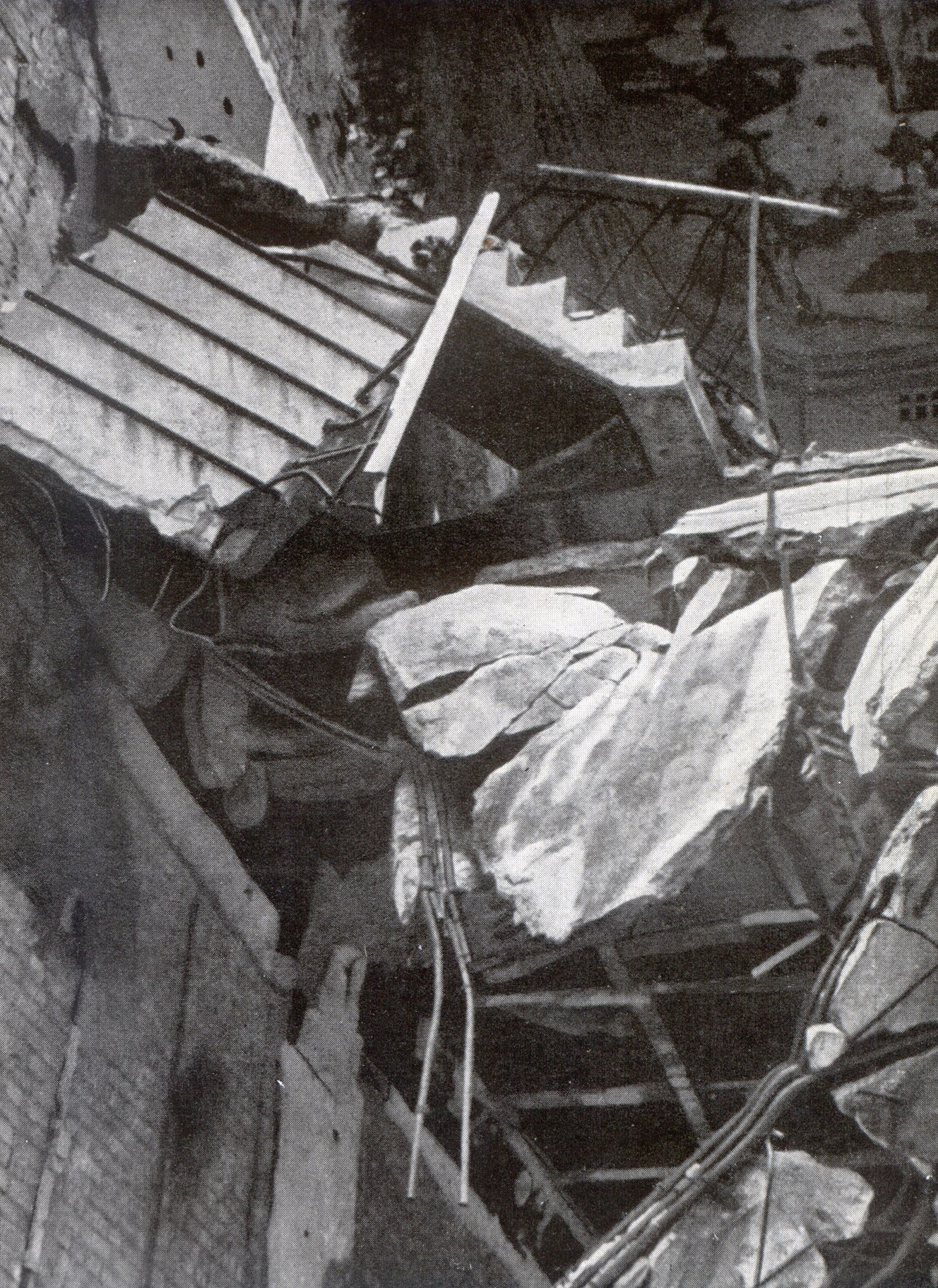
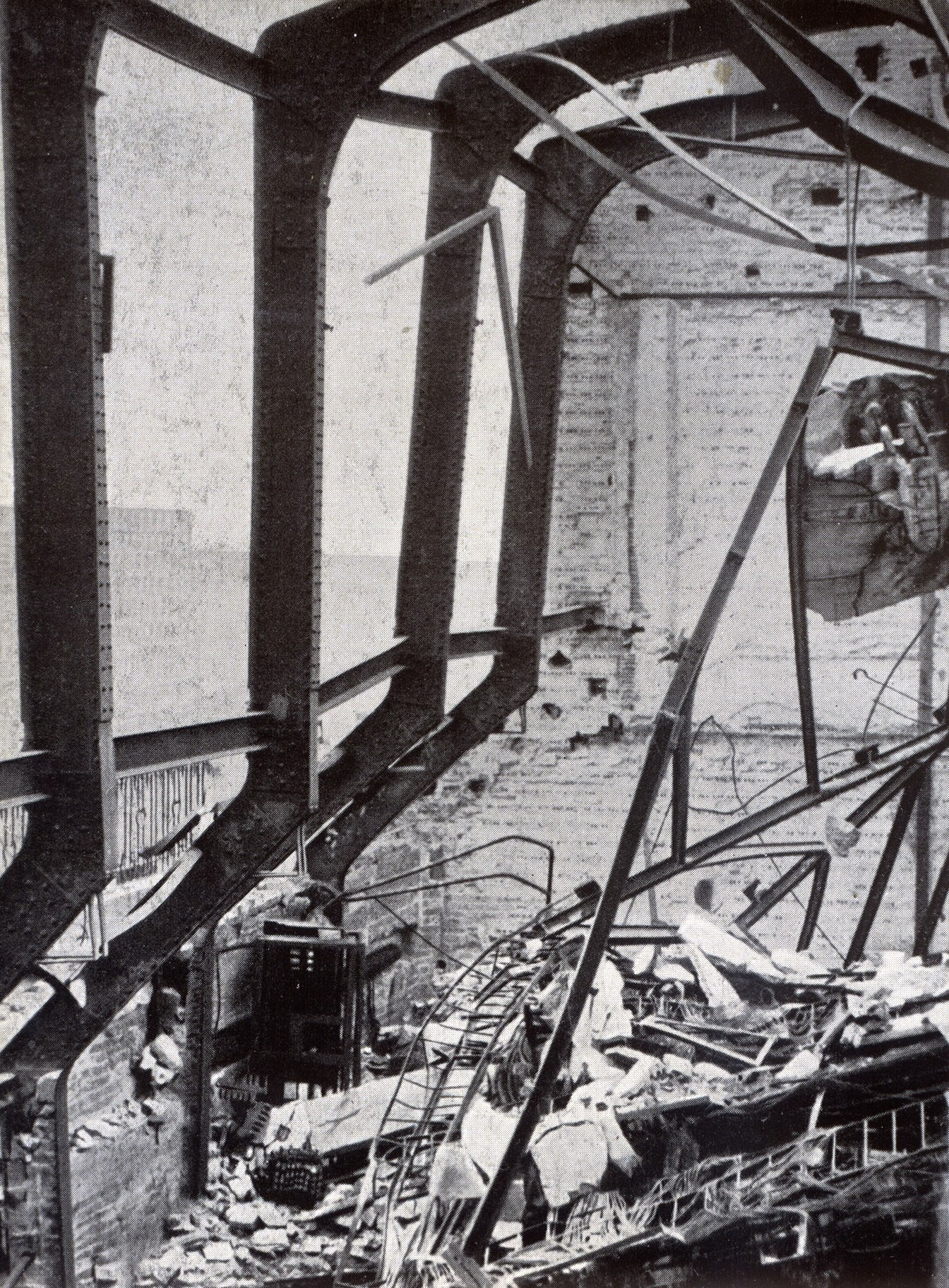

### Sitz der AK-Veteranen
Am 9. November 2000 wurde das Hochhaus wegen der besonderen Bedeutung im Warschauer Aufstand nach langjährigen Verhandlungen vom polnischen Staat an eine Veteranenorganisation der polnischen Heimatarmee übergeben. In deren Auftrag wird das Gebäude von der Fundacja Polskiego Państwa Podziemnego (deutsch: Stiftung des polnischen Untergrundstaates) verwaltet. Im Rahmen einer Feierstunde übergab der damalige Ministerpräsident Jerzy Buzek den Schlüssel für das Gebäude an den Vorsitzenden des Światowy Związek Żołnierzy Armii Krajowej (deutsch: Weltverband der Soldaten der Heimatarmee), den Widerstandskämpfer und späteren Brigadegeneral Stanisław Karolkiewicz. Unter den Anwesenden waren auch der Woiwode der Woiwodschaft Masowien, Antoni Pietkiewicz, der Außenminister Władysław Bartoszewski sowie der Militärbischof Sławoj Leszek Głódź.
Im August 2003 wurde die Kotwica, das Symbol des polnischen Widerstandes auf dem Dach installiert. Das goldfarbene Logo ist 4 Meter breit und 6 Meter hoch, besteht aus Aluminium und wird nachts beleuchtet. Die oberste Etage des Gebäudes erhielt außerdem eine Aussichtsplattform.